# Elisabeth Kopp

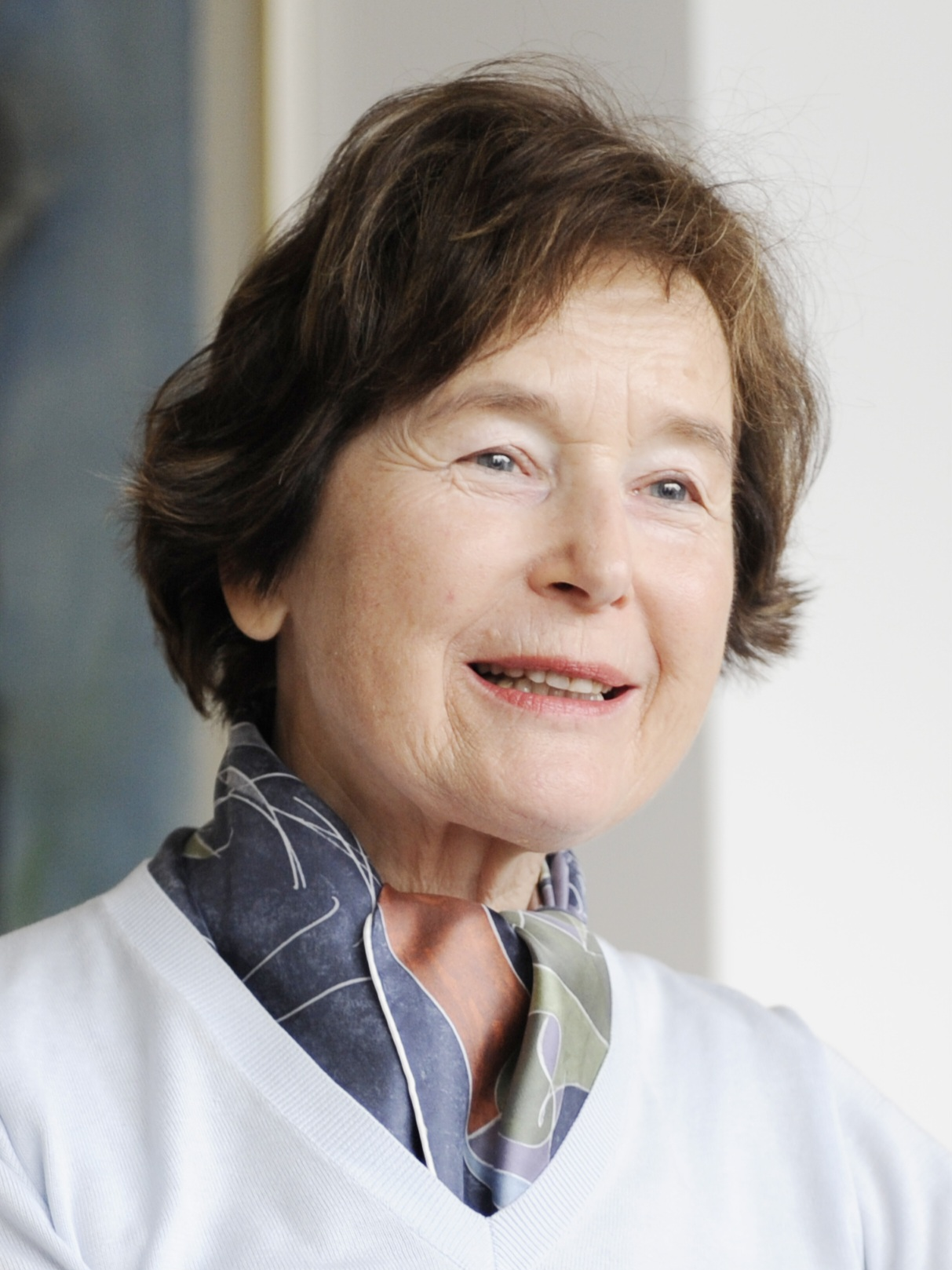
Elisabeth Kopp, 2008

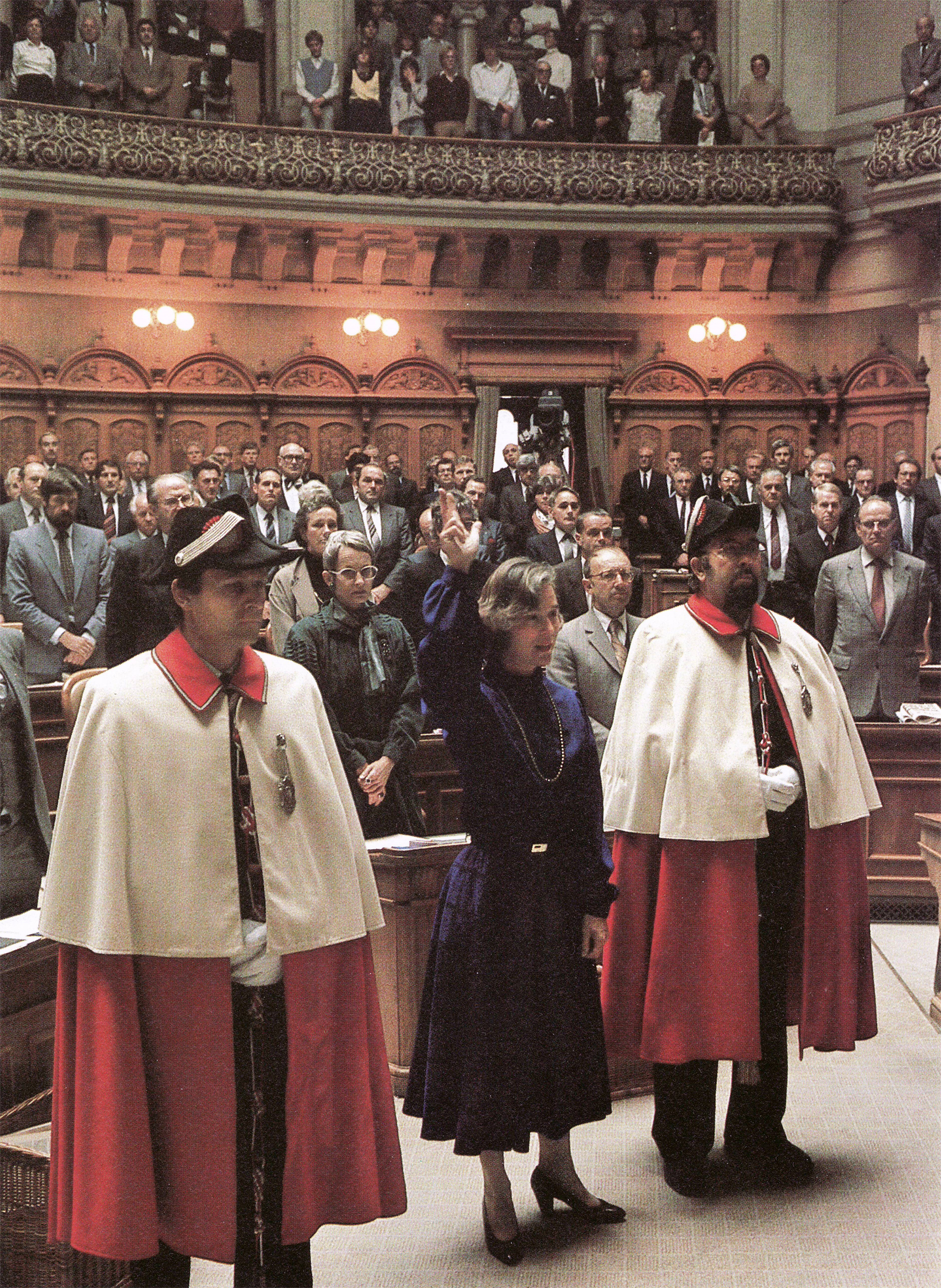
Vereidigung als Bundesrätin, Foto von Fernand Rausser, 1984

Elisabeth Kopp (* 16. Dezember 1936 in Zürich als Anna Elisabeth Iklé; † 7. April 2023 in Zumikon; heimatberechtigt in Zumikon, Niederönz, Luzern und Ehrenbürgerin von Unterbäch) war eine Schweizer Juristin und Politikerin der FDP.
Sie war als erste Frau von 1984 bis 1989 Mitglied des Bundesrates, der Regierung der Schweizerischen Eidgenossenschaft, und wurde 1988 zu dessen Vizepräsidentin gewählt. Ein politischer Skandal im Herbst 1988 beendete Kopps Amtszeit im Januar 1989 vorzeitig.

## Herkunft und politischer Werdegang
Ihr Vater Max Iklé (1903–1999) war Direktor der Eidgenössischen Finanzverwaltung und Vizepräsident der Schweizerischen Nationalbank. Er wie auch Iklés Mutter, Beatrix Iklé-Heberlein (1906–1988) stammten aus Industriellenfamilien der Textilbranche. Ihr Grossvater väterlicherseits, Adolph Iklé, war ein deutsch-jüdischer Immigrant. Der Bruder des Urgrossvaters von Max Iklé, Wilhelm Matthias Naeff, war Mitglied des ersten Bundesrates der Schweiz. Ihr Cousin Fred Iklé wurde Staatssekretär im US-amerikanischen Verteidigungsministerium.
Elisabeth Iklé wuchs mit ihren Schwestern Marianne (1935–2019) und Beatrix (* 1944) in Bern auf und besuchte die Schulen in Muri und Bern. Sie nahm als Eiskunstläuferin an den Schweizer Juniorenmeisterschaften 1950–1952 teil. Der Ost-Berliner Volksaufstand von 1953 motivierte sie erstmals, sich für Demokratie und Menschenrechte zu engagieren. Iklé studierte Rechtswissenschaften an der Universität Zürich. Sie wollte Jugendanwältin werden. Als in Ungarn die 1956er Revolution und der antisowjetische Freiheitskampf niedergeschlagen wurden, unterbrach sie ihr Studium für zwei Jahre von 1956 bis 1958, um als Aktivistin der spontan gegründeten Studentischen Ungarnhilfe – mit Walter Renschler, Peter Arbenz u. a. – Flüchtlingsstudenten in der Schweiz zu betreuen und die Lieferung humanitärer Hilfsgüter nach Ungarn zu organisieren. Dafür erhielt sie 2006 das Offizierskreuz des Verdienstordens der Republik Ungarn, die höchste Auszeichnung des Landes. Iklé trat 1957 der Schweizerischen Vereinigung der Freisinnig-Demokratischen Frauen sowie dem militärischen Frauenhilfsdienst bei, wo sie als Sanitätsfahrerin und Gruppenführerin diente. Am Schweizer Nationalfeiertag 1957 hielt sie ihre erste politische Rede.
Auf der Reise zu einem antikommunistischen Treffen in West-Berlin lernte sie 1959, am Valentinstag, den Wirtschaftsanwalt Hans W. Kopp (1931–2009) kennen. Sie verlobten sich am selben Tag und heirateten 1960, nachdem Elisabeth ihr Juraexamen mit summa cum laude als erste Frau an der Fakultät absolviert hatte. Das Paar zog nach Zumikon. Elisabeth Kopp unterstützte ihren Mann beim Aufbau der Anwaltspraxis, wo sie als Juristin arbeitete. Nach der Geburt ihrer Tochter Brigitte (1963) blieb sie bis zu deren Einschulung zu Hause. Ihr Wunsch, mehr Kinder zu haben, wurde nicht erfüllt.
Kopp engagierte sich ab 1957 für die gesellschaftliche Gleichstellung der Frauen, insbesondere für das Frauenstimmrecht. In den 1960er/1970er-Jahren war sie Präsidentin des Zumiker Frauenvereins und Vorstandsmitglied der Zürcher Frauenzentrale.

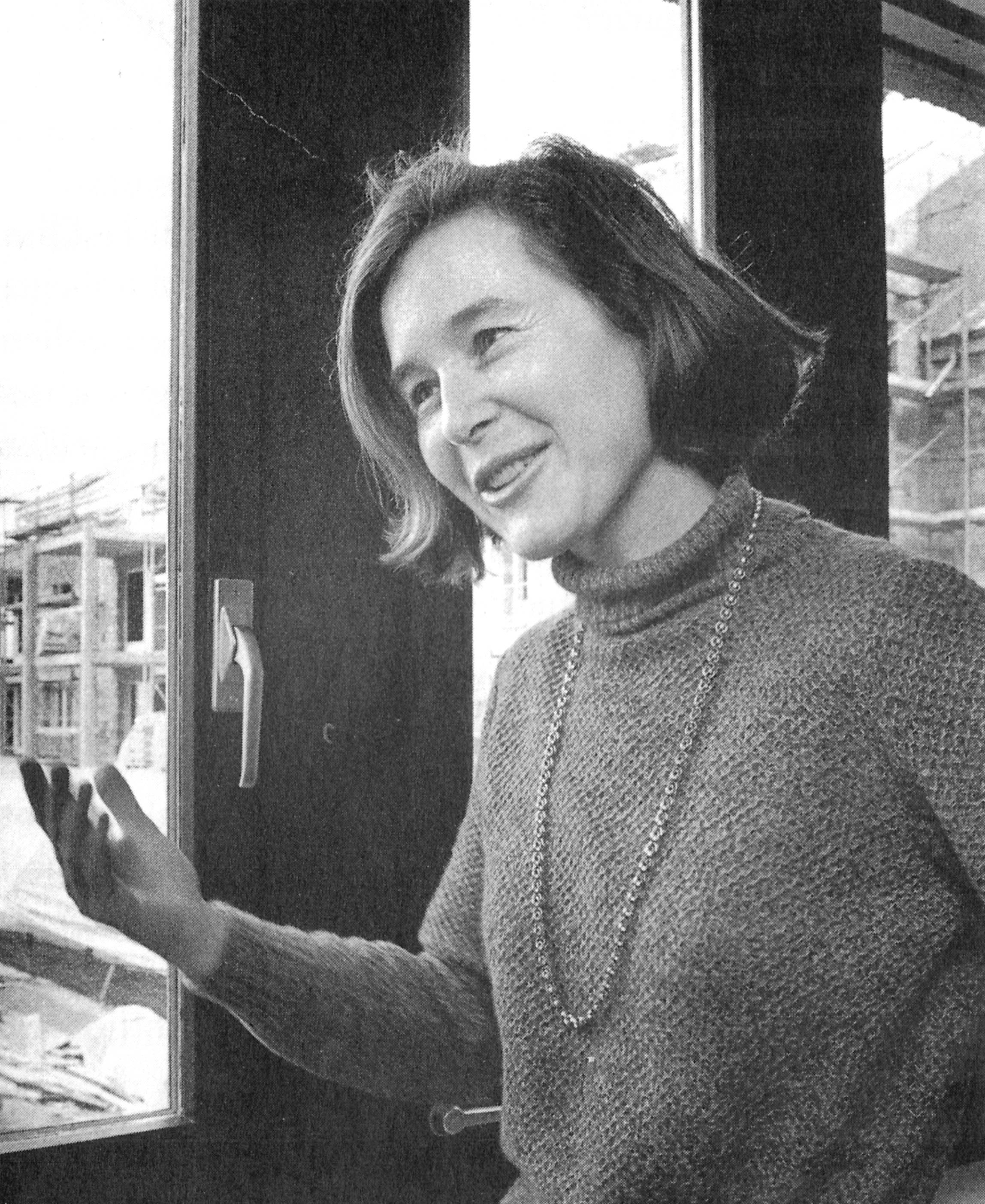
Elisabeth Kopp, Gemeindepräsidentin von Zumikon, Entstehung des Fotos zwischen 1974–1980

## Gemeindepräsidentin
Unmittelbar nach der Einführung des Frauenstimmrechts im Kanton Zürich 1970, wurde Kopp als Kandidatin des überparteilichen Gemeindevereins in den Gemeinderat, die Exekutive, von Zumikon gewählt. Bei der nationalen Abstimmungskampagne für das Frauenstimmrecht 1971 trat sie an der Seite des späteren Bundesrats Hans Hürlimann in der SRG-Fernsehdebatte auf. Sie war von 1972 bis 1979 erstes weibliches Mitglied des Erziehungsrates des Kantons Zürich. 1974 wurde Kopp in Zumikon mit 80 % der Stimmen zur zweiten Gemeindepräsidentin der Deutschschweiz gewählt. Sie übte dieses Amt bis 1984 aus. Die Lösung der Verkehrsprobleme, die Erhöhung der Wohnqualität sowie der Einsatz von Alternativenergien unter ihrer Amtszeit in Zumikon wurden als vorbildlich gewürdigt.
Kopp trat weiterhin für die Menschenrechte in Osteuropa ein. Sie gehörte von 1970 bis 1981 dem Beratenden Ausschuss des Schweizerischen Ostinstituts an und war geschäftsführende Präsidentin des Internationalen Helsinki-Vereins (1983–1984). Nach der Niederschlagung des Prager Frühlings im August 1968 nahm ihre Familie eine tschechische Flüchtlingsstudentin bei sich auf.

## Nationalrätin

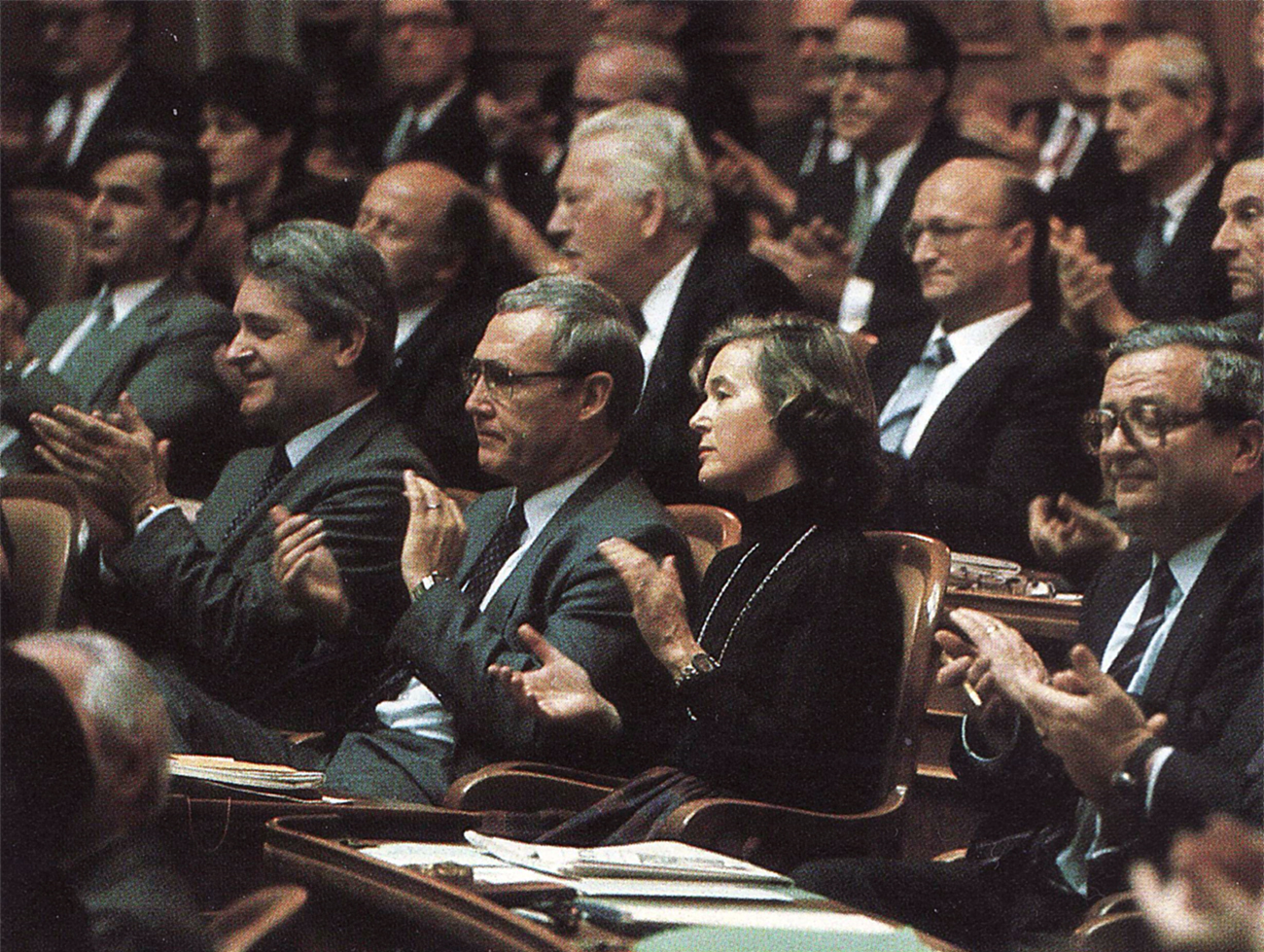
FDP-Parlamentarier im Nationalrat. Erste Reihe: Georg Stucky, Hans Georg Lüchinger, Paul Wyss, Elisabeth Kopp und Hans Künzi. Obere Ecke rechts: Rudolf Friedrich, neben ihm Felix Auer, zirka 1980,
Foto: Fernand Rausser

Kopps nationale Karriere begann 1979. Auf der Liste der Zürcher FDP wurde sie mit 52'113 Stimmen in den Nationalrat gewählt. Sie galt als überzeugte Freisinnige, beharrte jedoch stets auf ihrer eigenen Meinung. Die Politik betrachtete sie nicht als Machtmittel, sondern als Möglichkeit, etwas zu bewegen. So unterstützte sie beispielsweise 1981 die Aufnahme des Gleichstellungsartikels in die Bundesverfassung und war Vorkämpferin für technisch-ökonomische Lösungen im Umweltschutz. Kopp gehörte der nationalrätlichen Wissenschafts- und Forschungskommission sowie der Petitionskommission an. Während der Zürcher Jugendunruhen befürwortete sie eine weitgehende Amnestie für nicht gewalttätige Beteiligte. Mit 92'960 Stimmen, den meisten ihrer Parteiliste, schaffte Kopp 1983 die Wiederwahl ins Parlament. Im April 1984 wurde sie Vizepräsidentin der FDP Schweiz.
Zitat

«Wenn die Frau in der Politik zahlenmässig schwach vertreten ist, so steht das diametral im Gegensatz zu ihren objektiven Möglichkeiten.»

## Bundesrätin

### Wahl

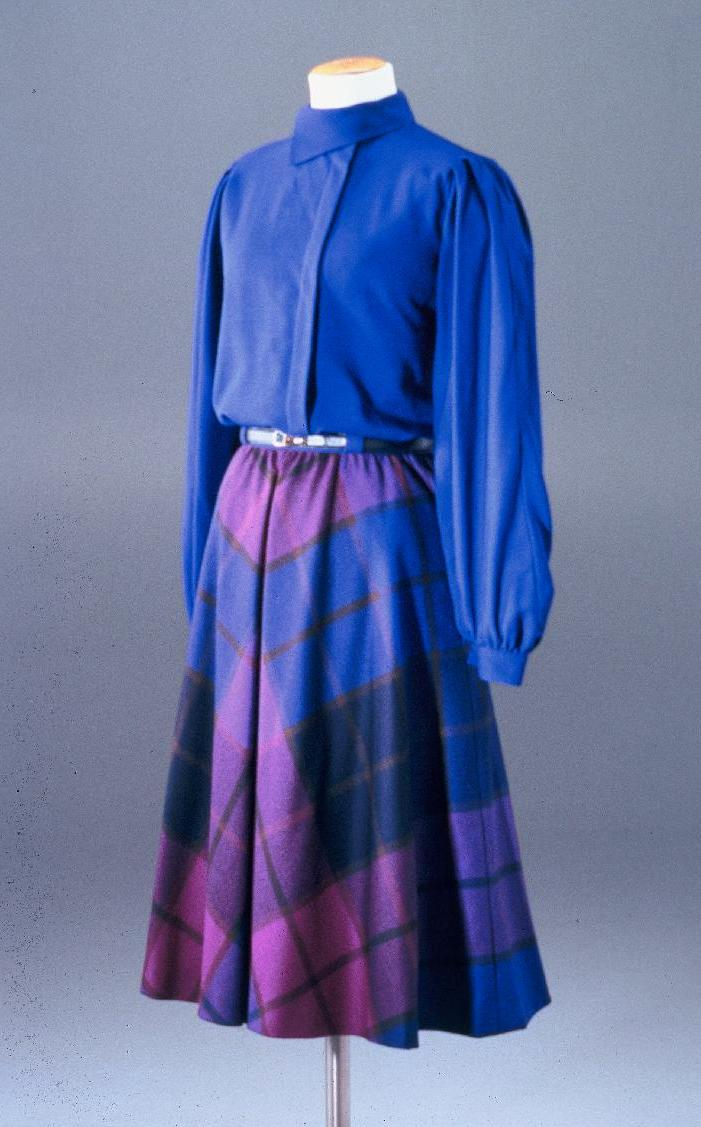
Bluse und Rock des Modeateliers Akris, die die erste Schweizer Bundesrätin Elisabeth Kopp am 2. Oktober 1984 trug, historische Sammlung des Schweizerischen Landesmuseums

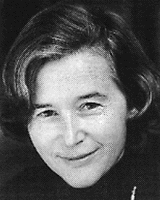
Elisabeth Kopp, 1984

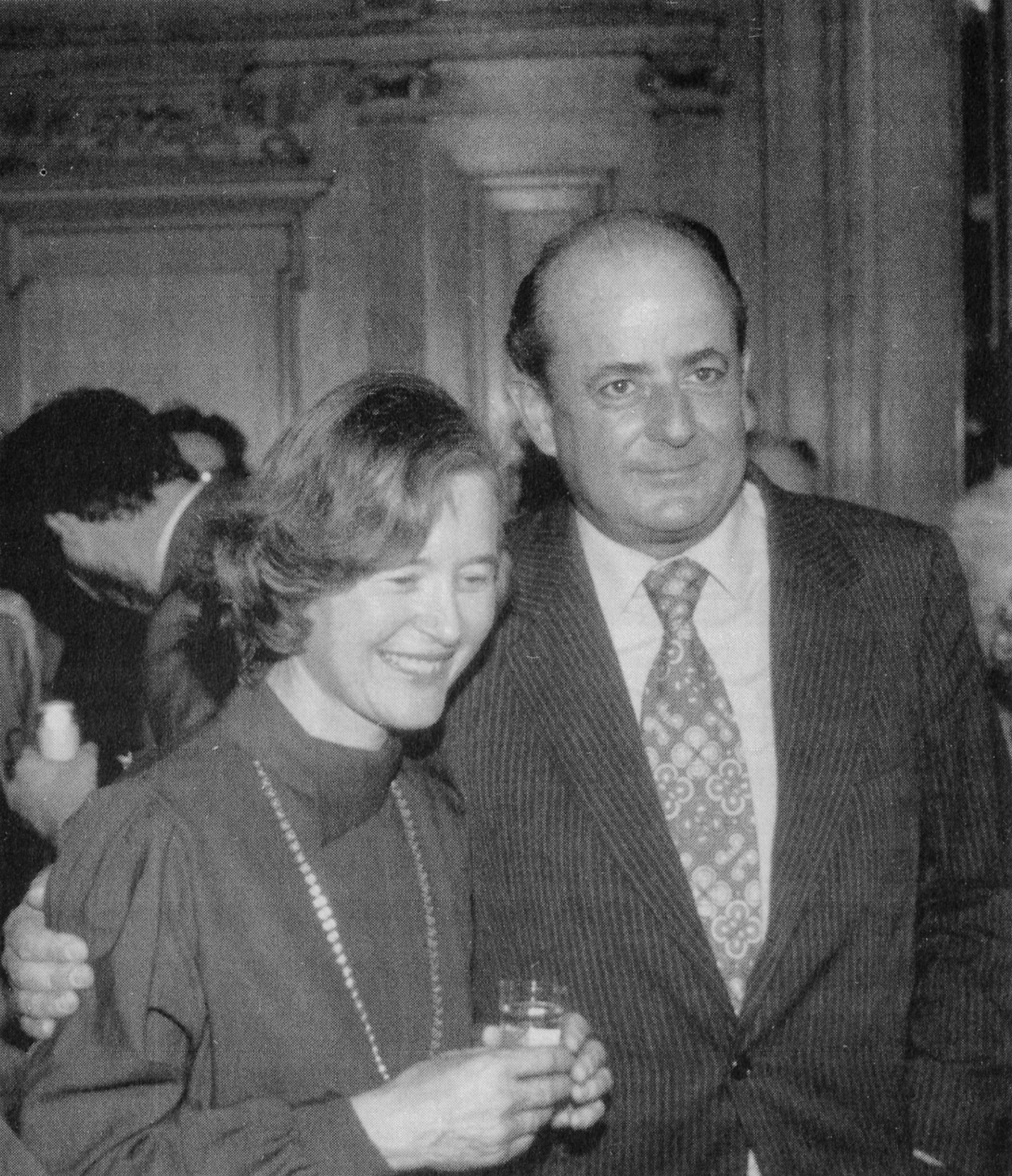
Das Ehepaar Kopp nach der Bundesrätinwahl vom
2. Oktober 1984

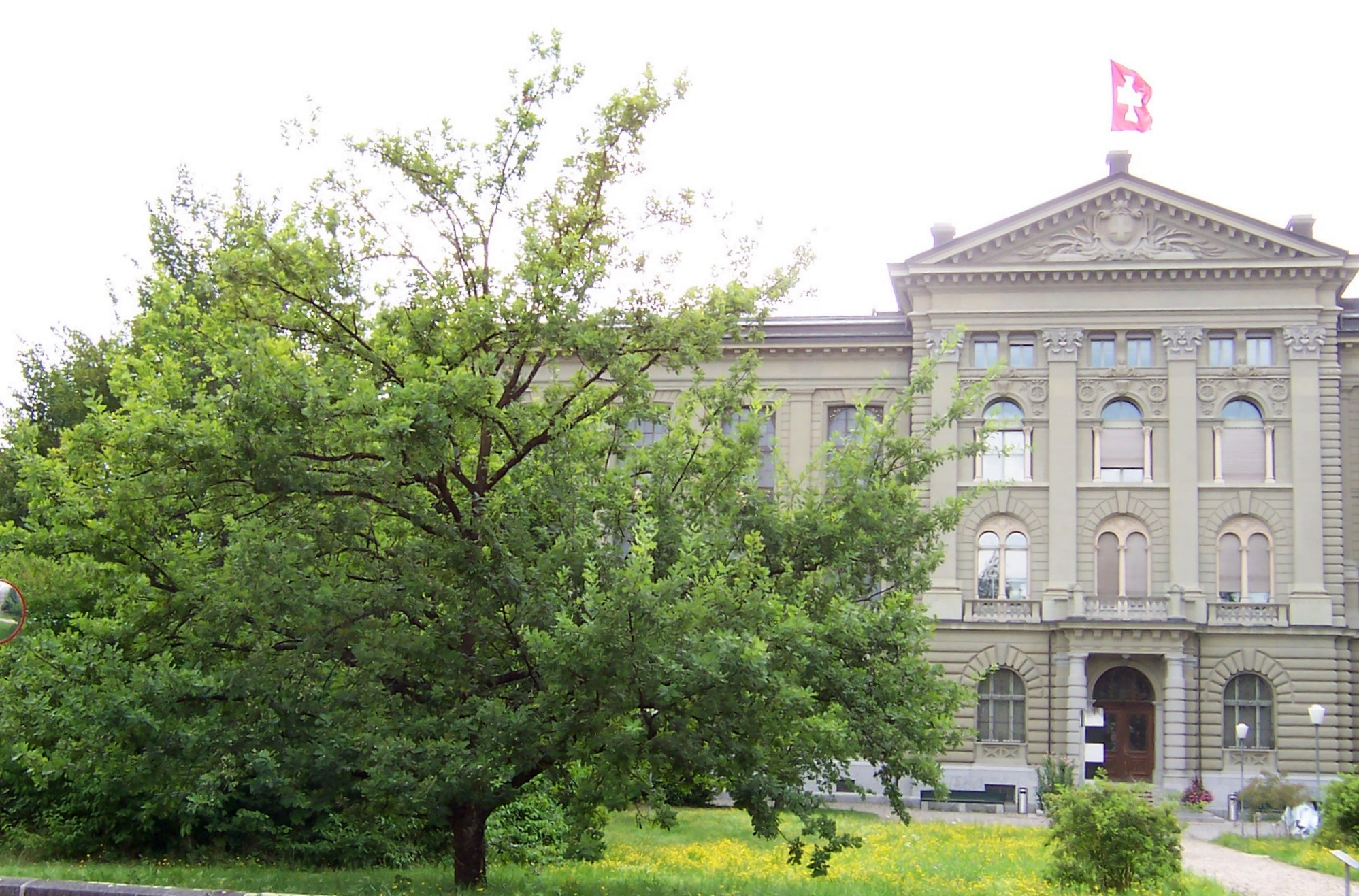
Elisabeth-Kopp-Eiche in Bern als Erinnerung an die Wahl vom 2. Oktober 1984

Als Bundesrat Rudolf Friedrich 1984 gesundheitsbedingt zurücktrat, nominierte die FDP-Bundeshausfraktion Kopp sowie den Parteipräsidenten Bruno Hunziker als mögliche Nachfolger. Unmittelbar nach Bekanntwerden der Nomination startete eine Medienkampagne gegen Kopp, in der vor allem ihr Ehemann kritisiert wurde. Kurz vor dem Wahltermin drehte sich der Wind. Man wollte Elisabeth Kopp nicht für die Fehler ihres Mannes verantwortlich machen.
Am 2. Oktober 1984 wählte die Vereinigte Bundesversammlung Kopp im ersten Wahlgang mit 124 von 244 Stimmen als erste Frau in den Bundesrat. Die Bluse und der Rock, die sie am Wahltag trug, werden in der historischen Sammlung des Schweizerischen Nationalmuseums aufbewahrt. Als Erinnerung an die Wahl liess der Schweizerische Verband der Berufs- und Geschäftsfrauen die «Elisabeth-Kopp-Eiche» in Bern pflanzen. Wenig später wurde Kopp zur Ehrenbürgerin der Walliser Gemeinde Unterbäch ernannt, dem «Rütli der Schweizer Frau», weil ebenda 1957 die erste Schweizer Abstimmung mit Frauenbeteiligung stattgefunden hatte. 1985 weihte Elisabeth Kopp die Unterbächer Gedenkskulptur vor dem Burgerhaus ein, die auch ihr als erste Bundesrätin gewidmet ist.

Elisabeth Kopp, Bundesrätin, nach dem 2. Oktober 1984, Foto: Comet Photo, ETH-Bibliothek

### Migrationspolitik

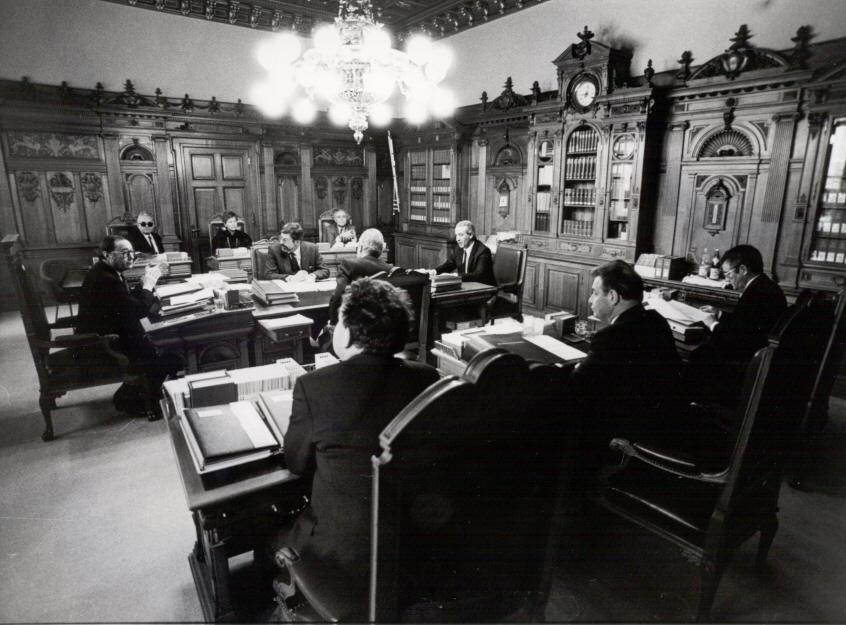
Der Schweizer Bundesrat im Sitzungszimmer im Bundeshaus West in der damaligen Sitzungsordnung mit dem Bundespräsidenten Pierre Aubert ganz links, hinten von links: Leon Schlumpf, Elisabeth Kopp und Flavio Cotti, in der Mitte der Bundeskanzler und die beiden Vizekanzler, im Vordergrund von links: Otto Stich, Jean-Pascal Delamuraz und Arnold Koller, 14. Januar 1987, Foto: Walter Rutishauser

Während ihrer Amtszeit als Bundesrätin von 1984 bis 1989 stand Kopp dem Eidgenössischen Justiz- und Polizeidepartement, EJPD, vor und war somit auch für die Flüchtlings- und Ausländerpolitik verantwortlich. 1985 schuf sie das Amt des Delegierten für das Flüchtlingswesen, das vom Amtsdirektor Peter Arbenz geleitet wurde. Von 1985 bis 1987 wurde das Asylgesetz revidiert. Die «Attraktivität» der Schweiz als Asylland sollte angesichts des Anstiegs von Asylanträgen reduziert werden. Der Schutz von politisch verfolgten Asylsuchenden blieb dabei unantastbar. Durch eine Verkürzung des Verfahrens wurde die Zahl der pendenten Asylanträge gesenkt, mithilfe von Grenztoren, exklusiven Empfangsstellen bei Basel, Chiasso, Genf und Kreuzlingen sollten Schlepper als Menschenschmuggler bekämpft werden. Neben einer rascheren Wegweisung der zu 80 Prozent nicht anerkannten Flüchtlingen wurde auch ein humanitäres Bleiberecht für lange wartende Antragsteller angestrebt. Für die längerfristige Planung rief Kopp zudem die interdepartementale Strategiegruppe «Asyl- und Flüchtlingspolitik» ins Leben.

### Weitere Schwerpunkte

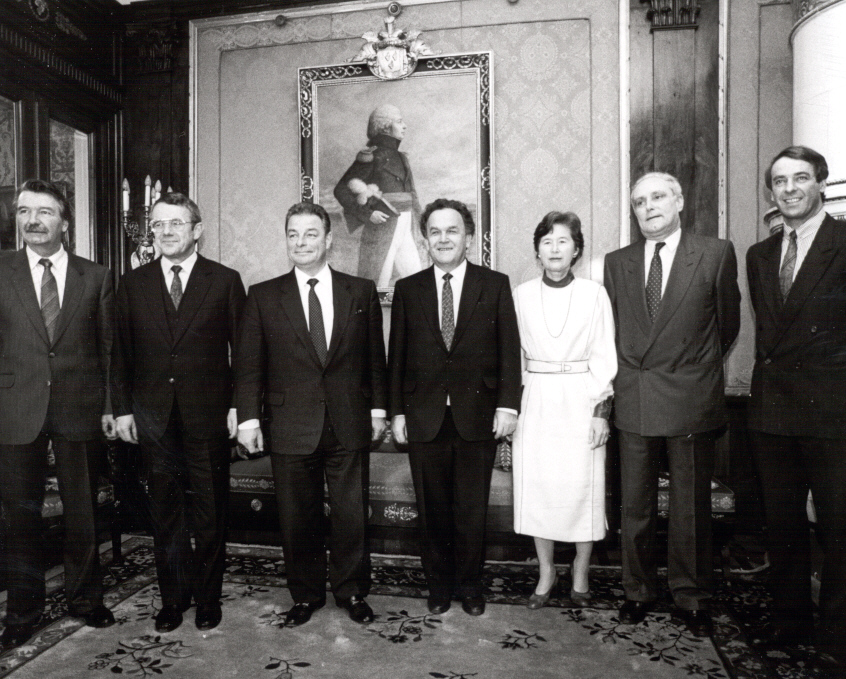
Der Bundesrat 1987/88: René Felber, Arnold Koller, Jean-Pascal Delamuraz, Otto Stich, Elisabeth Kopp, Flavio Cotti und Adolf Ogi

Kopp setzte sich für die Besserstellung der Frauen in der Gesellschaft ein, vor allem durch die Einführung des neuen partnerschaftlichen Eherechts und das Rechtsetzungsprogramm «Gleiche Rechte für Mann und Frau». Nach ihrem Tod feierten sie deshalb die Medien als «Ikone der Frauenbewegung» und ihre Partei als «Pionierin der Gleichstellung von Frau und Mann». Gegen diese «Legendenbildung» wandte sich die Kopp-Biografin Catherine Duttweiler. Die erste Bundesrätin sei aus einem konservativen Milieu gekommen, von ihrem Vater als Mädchen konsequent Peter genannt und wie ein Junge erzogen, und sie sei nie Teil der Frauenbewegung gewesen. Als angepasste bürgerliche Frau habe sie sich privat wie politisch vorwiegend an männlichen Autoritäten orientiert und beispielsweise Vorstösse für Lohngleichheit hintertrieben, weil sich die Wirtschaftsvertreter in ihrer Partei dagegen wehrten. So habe Kopp «mit Ausnahme des neuen Eherechts herzlich wenig für ihre Geschlechtsgenossinnen erreicht».
Weitere Schwerpunkte ihrer Tätigkeit waren die strafrechtliche Erfassung der Geldwäscherei, die Bekämpfung des Drogenhandels, die Einführung des internationalen Privatrechts in der Schweiz, die Insiderstrafnorm im Börsenhandel, der Kündigungsschutz im Miet- und Arbeitsvertragsrecht, die Revision des Aktienrechts und des Urheberrechts, die Verstärkung des bäuerlichen Bodenrechts in der Raumplanung (Projekt «Boden und Raum») sowie der Umweltschutz. Sie befürwortete schon damals den UNO-Beitritt der Schweiz und die Totalrevision der Bundesverfassung. Eine Entspannung in Rechtshilfefragen zwischen der Schweiz und den USA erreichte sie vor allem im Bereich Geldwäscherei. Das Treffen mit Ronald Reagan anlässlich dieser Mission gehört zu ihren denkwürdigsten Begegnungen. In ihrer Amtszeit wurde ein in der Schweiz operierendes DDR-Agentenpaar enttarnt und verurteilt.
Kopp galt als beliebte, charismatische Politikerin. Der Abstimmungskampf über die Asylgesetzrevision von 1987 brachte ihr aber auch politische Gegnerschaft («Stop-Kopp»-Aktion).
Am 7. Dezember 1988 wurde Elisabeth Kopp mit 165 Stimmen als erste Frau zur Vizepräsidentin des Bundesrates für das Jahr 1989 gewählt. Die wachsenden Verdächtigungen von Medien gegen ihren Mann erreichten zwei Tage später eine neue Dimension.
Zitat

«Mit Hass, Intoleranz und Fanatismus wurden auf dieser Welt noch nie Probleme gelöst, nur unzählige neue geschaffen. Erforderlich sind Besonnenheit, Festigkeit, gepaart mit Menschlichkeit sowie Mut und Phantasie für neue Lösungen.»

## Der Kopp-Skandal

### Vorgeschichte
Seit Ende August 1988 stand Elisabeth Kopp öffentlich unter Druck einer Kampagne, als die Zeitschrift Beobachter ihren Ehemann, den Juristen Hans W. Kopp, beschuldigte, Steuern in Millionenhöhe hinterzogen zu haben, wobei das Zürcher Steueramt fünf Jahre lang untätig geblieben sei. Obwohl entlastendes Material vorhanden war und die Zürcher Steuerverwaltung Hans W. Kopp Anfang Dezember 1988 vom Vorwurf der vorsätzlichen Steuerhinterziehung entlastete, galt Hans W. Kopp in der Öffentlichkeit als Steuerbetrüger.
Am 1. September erschien in der französischsprachigen Schweizer Tageszeitung 24 heures ein Bericht, in dem – auf Grund einer türkischen TV-Sendung – Mohamed Shakarchi als zentrale Figur im internationalen Geldwäschereigeschäft dargestellt wurde. In dessen Devisenhandelsunternehmen Shakarchi Trading AG war Hans W. Kopp Vizepräsident des Verwaltungsrates. Anfang Oktober zirkulierten Gerüchte von Geldwäscherei auch über dieses Unternehmen. Bereits an der Generalversammlung vom 21. Oktober stellte Hans W. Kopp seinen Rücktritt in Aussicht, falls sich die Gerüchte nicht beruhigten. Die Anschuldigungen konnten nicht bewiesen werden, die Untersuchungen wurden 1991 eingestellt.

### Der Telefonanruf

Elisabeth Kopp, Bundesrätin, nach 15. November 1988, Foto: Comet Photo, ETH-Bibliothek

Am 27. Oktober 1988 – einen Tag, nachdem die Steuervorwürfe des Beobachters falsifiziert worden waren – erfuhr Elisabeth Kopp von ihrer persönlichen Mitarbeiterin von den Geldwäscherei-Anschuldigungen gegenüber der Shakarchi Trading AG. Noch am selben Tag rief sie ihren Mann an, um ihn zum Rücktritt aus dem Shakarchi-Verwaltungsrat zu bewegen, wozu sich dieser sofort bereit erklärte. Am 7. November erfuhr Elisabeth Kopp, dass die Information ihrer Mitarbeiterin, die teilweise falsch, teilweise bekannt war, auch eine departementsinterne Quelle hatte.
Am 4. November meldete der Tages-Anzeiger, dass die Tessiner Untersuchungsbehörden einem grossen Fall von Geldwäscherei der bereits im Juli inhaftierten Gebrüder Magharian auf die Spur gekommen seien. «Mitbeteiligt ist offenbar auch die Shakarchi Trading AG in Zürich, jedenfalls ist dieser Name aktenkundig», schrieb die Zeitung – in Wirklichkeit hatte gerade dieses Unternehmen einige Jahre zuvor die Grossbanken vor Drogengeldern der Magharians gewarnt. Der Artikel erwähnte auch den kürzlichen Rücktritt des Verwaltungsratsvizepräsidenten. Am 8. und 9. November fragten die Weltwoche und Radio DRS beim EJPD nach, ob es nicht einen Tipp aus dem Departement an Hans W. Kopp gegeben habe. Am 12. November fragte ein Journalist der Schweizer Illustrierten Hans W. Kopp fast direkt nach einer Beteiligung der EJPD-Vorsteherin am «Tipp». Inzwischen, am 10. November, wurde eine Abklärung der Bundesanwaltschaft gestartet, um Quelle und Weg von Informationen über die Shakarchi Trading AG aus der Bundesanwaltschaft an Hans W. Kopp herauszufinden. Das verhängnisvolle und folgenschwere Telefongespräch war intern bereits bekannt. Ausser dem EJPD informierte Elisabeth Kopp darüber vorerst niemanden, was ihr später zum Vorwurf gemacht wurde.

### Rücktritt
Die französischsprachige Schweizer Zeitung Le Matin schrieb am 9. Dezember 1988 aufgrund einer weiteren Indiskretion über diese Abklärung und erweckte den Eindruck, dass die Bundesanwaltschaft vor allem nach dem unmittelbaren Leck suchte, das zur Information an Hans W. Kopp führte. Frau Kopp informierte daraufhin den Gesamtbundesrat über ihr Telefongespräch mit ihrem Mann. Der Bundesrat konnte sich nicht auf eine Solidaritätserklärung zugunsten seines Mitglieds einigen – Bundespräsident Otto Stich und Bundesrat René Felber waren dagegen –, stattdessen gab er in ihrem Namen eine erklärende Mitteilung ab: Frau Kopp bat ihren Ehemann in Anbetracht der erfahrenen Gerüchte über Geldwäscherei, aus dem Shakarchi-Verwaltungsrat zurückzutreten, für die Informierung nahm die Bundesrätin die Verantwortung auf sich. Dies veranlasste die Boulevardmedien, in kurzer Zeit eine Affäre heraufzubeschwören und ihren Rücktritt zu fordern. Unter dieser Wirkung schlossen sich andere Medien in unterschiedlicher Tonart mehr oder weniger an und gingen auf Distanz zur Bundesrätin. Besonders die Tatsache, dass Kopp den Anruf lange verschwiegen hatte, lastete man ihr an.
Die Rolle von Radio DRS und Schweizer Fernsehen wurde kritisch beurteilt. Alt-Bundesrat Rudolf Friedrich warf der SRG vor, die in den 1980er Jahren noch eine Monopolstellung innehatte, dass sie durch ihre Kampagne in den Tagen vor Kopps Rücktritt die politischen Führungsinstanzen gelähmt hätten, welche «in jener aufgepeitschten Hektik … unter dem pausenlosen Trommelfeuer der Monopolmedien nur noch reagieren, aber nicht mehr frei entscheiden konnten». Unter enormem Verdächtigungsdruck der Medien wurde Kopp in der Folge auch von ihrer Partei fallengelassen – die FDP-Spitze fürchtete einen schweren Imageverlust für die Partei, meinte der Medienwissenschaftler Roger Blum. Es zeigte sich, dass Kopp kein tragfähiges Beziehungsnetz hatte, das sie in einer aussergewöhnlichen Krise unterstützt hätte.
Am 12. Dezember gab sie ihren Rücktritt auf Ende Februar 1989 bekannt und betonte, es treffe sie «weder rechtlich noch moralisch irgendeine Schuld». Die Verdächtigungen und Unterstellungen hätten aber zunehmend einen Grad erreicht, der untragbar sei. Bundesrat Flavio Cotti stellte auch fest, dass «der Rücktritt nicht wegen der Sache, sondern wegen des Klimas erfolgt ist». Bundesrat Jean-Pascal Delamuraz beklagte sich über «die vielen übertriebenen Reaktionen und die Vorverurteilung» von Medien und darüber, dass «Frau Kopp letztlich destruktiven Kräften ausgeliefert worden» war. Friedrich zeigte sich überzeugt, dass die Kopp vorgeworfenen Handlungen keineswegs die wirklichen Beweggründe für diesen «entscheidenden Schlag» (9.–11. Dezember 1988) der Kampagne waren, den die Boulevardpresse «durch allerlei Verdächtigungen systematisch vorbereitet hatte». Dazu gehörte gemäss Friedrich auch eine Blick-Umfrage vom 11. Dezember 1988 über Rücktrittsforderungen. Die meisten Medien wollten dagegen von einer Kampagne nichts wissen. Eine Untersuchung des damaligen Presseverbandes (SZV) fand auch keine Schuld der Medien am Rücktritt der Bundesrätin. Die deutsche Zeitung Die Welt schrieb jedoch über die Affäre «eines hysterischen Kesseltreibens», und auch einige Schweizer Zeitungen, wie die Neue Zürcher Zeitung (NZZ), kritisierten anfallende gröbere Worte anderer Medien.
Nach Bekanntgabe des Rücktritts würdigten die meisten Medien – trotz ihrer Vorwürfe – die historischen Leistungen der ersten Bundesrätin. Ihre fachlichen und menschlichen Qualitäten wurden dabei oft hervorgehoben. Die Kampagne hörte dennoch nicht auf: «Wurden im Departement Kopp Drogengeld-Geschäfte gedeckt?», titelte zum Beispiel der Blick. Le Matin beschuldigte Bundesanwalt Rudolf Gerber, interne Berichte «zugunsten der Herren Shakarchi und Hans W. Kopp verschönert» und sie von Ermittlungen verschont zu haben (für die Unbill zahlte das Blatt im Juli 1989 hohe Genugtuung). Nachdem sie vom besonderen Vertreter des Bundesanwaltes der Verletzung des Amtsgeheimnisses verdächtigt worden und noch mehr politischer Druck entstanden war, demissionierte Kopp am 12. Januar 1989 mit sofortiger Wirkung.
«Ihrem Rücktritt war eine beispiellose Medienkampagne vorangegangen», schrieb Bundesrätin Micheline Calmy-Rey später, «während des sechsmonatigen Kesseltreibens» habe sich kaum jemand für Kopps Wohlbefinden interessiert. Bundesrat Pascal Couchepin, damals (1988/89) Nationalrat und GPK-Mitglied, sagte später: der Rücktritt habe Gründe, «die man damals zum grossen Skandal aufbauschte und die heute [2009] als belanglos eingestuft werden». Roger Köppel, Herausgeber der Weltwoche, behauptete, dass der «sogenannte Fall Kopp … eine von den ungeheuerlichsten Medienkampagnen» gewesen sei, und was im Fall Shakarchi als Anschuldigung publiziert wurde, «alles erfunden worden ist». Viele waren der Meinung, dass ein Mann nicht in eine derartige Kampagne geraten wäre, so auch die erste Bundesratskandidatin Lilian Uchtenhagen, die die Reaktion auf die «Affäre» absurd fand: «Man ist nur noch über sie hergefallen». Staatssekretär Franz Blankart meinte, dass Elisabeth Kopp «ihr Amt zu Ende geführt hätte, wenn sie ein Mann gewesen wäre».
Sie zog sich nach ihrem Rücktritt für lange Zeit vollständig aus der Politik und Öffentlichkeit zurück.

### Parlamentarische Untersuchungskommission (PUK)
Am 31. Januar 1989 beschlossen die Eidgenössischen Räte die Einsetzung einer Parlamentarischen Untersuchungskommission (PUK) mit dem Auftrag der «Untersuchung der Amtsführung des Eidgenössischen Justiz- und Polizeidepartementes und insbesondere derjenigen der Bundesanwaltschaft, vor allem zur Klärung der im Zusammenhang mit der Amtsführung und dem Rücktritt der Departementsvorsteherin erhobenen Vorwürfe» sowie zur «Abklärung des Vorgehens der Bundesbehörden und Bundesstellen bei der Bekämpfung der Geldwäscherei und des internationalen Drogenhandels».
Der Bericht der PUK vom 22. November 1989 sah einen Fehler von Bundesrätin Kopp darin, dass sie sich vor der Weitergabe von Informationen an ihren Ehemann nicht erkundigt habe, aus welcher Quelle die Informationen stammten. Als ihr die Quelle – die Bundesanwaltschaft – bekannt wurde, habe sie versucht, sich der Verantwortung für die durch diese Information begangene Amtsgeheimnisverletzung zu entziehen. Sie habe es unterlassen, den Bundesrat unverzüglich und umfassend zu orientieren. Sie habe entgegen dem Rat ihrer engsten Mitarbeiter die Öffentlichkeit nicht wahrheitsgemäss orientiert. Sie habe persönlich vertrauliche Informationen an Journalisten weitergegeben oder Mitarbeiter damit beauftragt. Und sie habe versucht, ihre persönliche Mitarbeiterin Katharina Schoop als Hauptverantwortliche hinzustellen.
Die PUK anerkannte aber auch, dass Bundesrätin Kopp «unserem Lande nach bestem Wissen gedient und ihr Amt kompetent, umsichtig und mit Engagement geführt» habe. Ihre Fehler dürften «für eine gerechte Beurteilung nicht nur für sich allein betrachtet werden, sondern sind auch in ein Verhältnis zum geleisteten Einsatz zum Wohle unseres Landes zu setzen».
Abschliessend stellte die PUK fest, der Verdacht, Bundesbehörden seien durch das organisierte Verbrechen unterwandert, sei unbegründet.
Der Historiker Jakob Tanner hält deshalb fest, die Kopp-Geschichte habe schon bei der Veröffentlichung des PUK-Berichtes ein Jahr nach dem Skandal «an Relevanz eingebüsst» und sei «auf ein Kleinformat geschrumpft»: «Die Lektüre des entsprechenden Kapitels im PUK-Bericht fiel ernüchternd aus.» Die Präsentation des Berichts sei aber nicht zum Flop, sondern zur Sensation geworden, weil er ein umfangreiches Kapitel zur Bundesanwaltschaft aufwies: «Dieses lieferte den ‹Polit-Krimi› (den der Fall Kopp nicht hergab) und absorbierte alsbald die öffentliche Aufmerksamkeit.» Die PUK war bei einem Augenschein in der Bundesanwaltschaft, angeblich zufällig, in einen «irrsinnig grossen Raum» geraten, der sich als «veritable Dunkelkammer der Nation» erwies: Sie hatte die zum Zweck des Staatsschutzes erstellten umfangreichen Datensammlungen der Politischen Polizei der Bundesanwaltschaft entdeckt, die jahrzehntelang vor allem tatsächlich oder angeblich linksstehende Personen mit rechtlich zweifelhaften Methoden überwacht hatte. Diese sensationellen Enthüllungen, ohne Vorwürfe an Bundesrätin Kopp, führten zum Fichenskandal.

### Strafuntersuchung und Bundesgerichtsurteil
Der vom Bundesrat eingesetzte besondere Vertreter der Bundesanwaltschaft stellte im Januar 1989 den Eidgenössischen Räten das Gesuch, die Immunität von Bundesrätin Kopp aufzuheben, d. h. die Ermächtigung zur Strafverfolgung von Frau Bundesrätin Kopp wegen Verdachts der Verletzung des Amtsgeheimnisses zu erteilen. Die Eidgenössischen Räte folgten diesem Antrag; die Vereinigte Bundesversammlung wählte darauf am 15. März 1989 Joseph-Daniel Piller als ausserordentlichen Bundesanwalt. Dieser erhob vor dem Bundesgericht Anklage wegen Verletzung des Amtsgeheimnisses.
Das Bundesgericht stellte mit Urteil vom 23. Februar 1990 zwar fest, dass Bundesrätin Kopp «in objektiver Hinsicht ohne Zweifel ein Amtsgeheimnis offenbart» hat, als sie verwaltungsinterne Informationen an ihren Ehemann weitergab. Eine Bestrafung ist aber nach Art. 320 StGB nur bei Vorsatz möglich. Die entscheidende Rechtsfrage war, «ob Frau Kopp um die interne Quelle der erhaltenen und weitergeleiteten Informationen gewusst oder die Verletzung eines solchen Geheimnisses in Kauf genommen hat. Nach dem Beweisergebnis lässt sich das nicht zweifelsfrei bejahen.» Das Gericht erkannte daher in dubio pro reo auf Freispruch, verurteilte sie aber zur Übernahme eines Teils der Gerichtskosten, weil sie «die Einleitung der Untersuchung durch schuldhaftes Benehmen verursacht» habe. «Das Verhalten von Elisabeth Kopp liess die erforderliche Sorgfalt vermissen. Es ist unverständlich, weshalb sie sich nach der Orientierung durch Katharina Schoop nicht nach der Quelle der Informationen erkundigte. […] Durch ihr unüberlegtes und leichtfertiges Benehmen hat sie den Interessen des Bundes zuwidergehandelt.»

### Aufarbeitung
Elisabeth Kopp und ihr Ehemann blieben über Jahre hinweg öffentlich geächtete Personen. Kopp empfand nicht ihren Rücktritt, sondern die «Vernichtung» ihrer Person als das Schlimmste. Dennoch erhielt sie damals Solidarität aus der Bevölkerung, von FDP-Frauenvereinen und anderen Organisationen, die sie als Referentin einluden.
1992 absolvierte Elisabeth Kopp ein juristisches Nachdiplomstudium an der Universität Florenz, danach übernahm sie eine Ressortleitung im Anwaltsbüro Kopp & Partner ihres Mannes als Spezialistin für Europarecht, Menschenrecht und Verfassungsrecht. Sie leitete auch eine Expertengruppe, die einen demokratischen, europakonformen Verfassungsentwurf für das damalige Jugoslawien entwickelte und der unter anderem Alois Riklin angehörte. Während des Balkan-Krieges beherbergte die Familie Kopp in ihrer Wohnung junge Studenten aus Kriegsgebieten.
1992 musste das Medienunternehmen Ringier wegen falscher Anschuldigungen eine Entschädigung an Hans W. Kopp zahlen. 1998 wurde die Telefon-Abhöraktion durch den Europäischen Gerichtshof für Menschenrechte, auch vom Schweizer Richter Luzius Wildhaber, einstimmig als konventionswidrig verurteilt. Anfang Oktober 1998 entschuldigte sich der Tages-Anzeiger nach gerichtlicher Verpflichtung in einer Kurzmeldung: «Der TA wollte weder der Shakarchi Trading AG noch Mohammed Shakarchi persönlich und seiner Familie wissentliche Kontakte zur türkischen und italienischen Waffen- und Drogenmafia unterstellen.»
Zehn Jahre nach dem Rücktritt der Magistratin mehrten sich die Stimmen für eine gesellschaftliche Rehabilitierung auch seitens ihrer Kritiker.

## Rückkehr, Rückblick
Lange Zeit zurückgezogen, begann Elisabeth Kopp schliesslich wieder öffentlich aufzutreten und sich zu engagieren. 2001 war sie GV-Referentin bei den Frauen der Zürcher FDP und der FDP Basel-Stadt. 2001–2002 hielt sie am Archiv für Zeitgeschichte der ETH Zürich ein Kolloquium über ihre Exekutiverfahrungen. Sie referierte an der Expo.02 über Auswirkungen der Globalisierung auf die Bauernschaft und engagierte sich bei Abstimmungen für den UNO-Beitritt der Schweiz (2002) und die Mutterschaftsversicherung (2004). 2003–2005 wirkte sie als Mentorin an der Juristischen Fakultät der Universität St. Gallen.

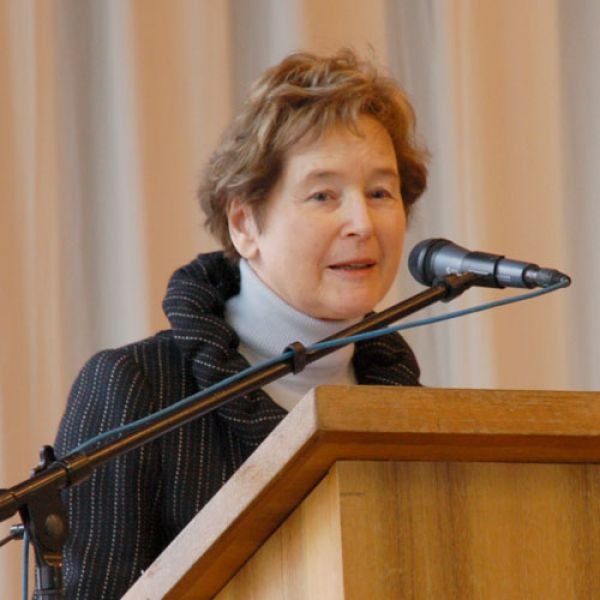
Rede am Frauenjubiläum in Unterbäch, 2007

2003 versöhnte sich Kopp mit ihrer Partei nach einer Geste der Zürcher FDP. Die Freisinnigen begrüssten ihre Rückkehr in die Partei. Die Einladung Kopps zur Gala der Alt-Bundesräte am Lucerne Festival 2006 wurde in der NZZ «als ein Schritt hin zur vollständigen gesellschaftlichen Rehabilitierung» bewertet.
Rückblickend sagte Kopp, sie würde heute nicht mehr aus dem Bundesrat zurücktreten. Es sei ein Fehler gewesen, auf den öffentlichen Druck hin ihr Amt aufzugeben. Es seien in der Kommunikation auch von ihr Fehler begangen worden. Der Anruf hingegen sei das Einzige gewesen, was sie in jener Situation habe tun können. Sie würde heute in der gleichen Situation durchhalten. Sie nannte die gegen sie gerichtete Kampagne eine «Hexenjagd». Als Konsequenz setzte sie sich in der von ihr 2007 mitbegründeten Anna-Göldi-Stiftung für die Opfer von Willkür ein. Kopps Unterstützer sahen sie als Opfer einer Skandalisierung durch politische Gegner. Ihre Kritiker meinten dagegen, dass Elisabeth Kopp ihre eigenen Fehler nicht einsehe und sich bewusst in eine Märtyrerrolle begebe.

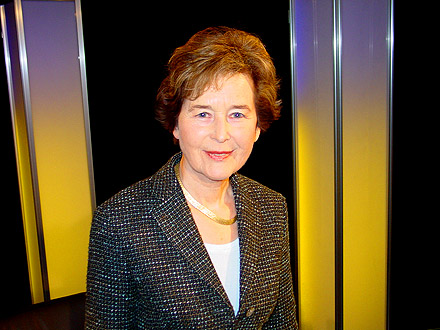
Elisabeth Kopp bei einem Interview des Fernsehens Tele Top in Frauenfeld

Anfang 2007 präsentierte der Filmregisseur Andres Brütsch mit dem Titel Elisabeth Kopp – Eine Winterreise ein dokumentarisches Porträt Elisabeth Kopps. Der Dokumentarfilm, der ein Publikumsliebling der 42. Solothurner Filmtage war, ruft mit zahlreichen originalen Film- und Fotodokumenten Kopps Geschichte in Erinnerung. Die Mehrheit der Kritik wertete den Film als späte Rehabilitierung der Magistratin.

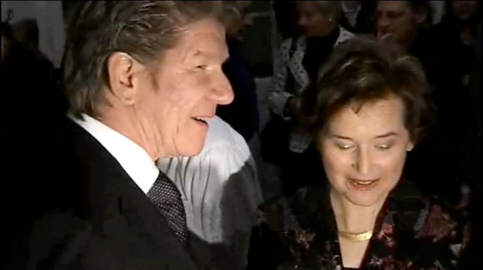
Andres Brütsch und Elisabeth Kopp an der Premierenfeier des Dokumentarfilms Elisabeth Kopp –Eine Winterreise an den 42. Solothurner Filmtagen

Kopp wohnte seit ihrer Heirat 1960 in Zumikon. Ihr Mann Hans W. Kopp verstarb am 25. Januar 2009 im Alter von 77 Jahren. Das Paar hatte eine Tochter und drei erwachsene Enkelinnen.
Als der Bundesrat im Frühling 2010 den Dalai Lama nicht empfangen konnte, traf Kopp mit dem geistlichen Oberhaupt anlässlich einer Zürcher Solidaritätskundgebung für Tibet zusammen. Die Alt-Bundesrätin publizierte und referierte regelmässig zu gesellschaftspolitischen Fragen und aktuellen politischen Geschehnissen. Ihre Wortmeldungen enthielten zum Teil radikale Plädoyers für Freiheit und Rechtsstaatlichkeit.
Elisabeth Kopp starb nach langer Krankheit im Alter von 86 Jahren am 7. April 2023 in Zumikon. Der Gedenkgottesdienst in Zumikon am 3. Mai 2023, an dem die alt Bundesräte Christoph Blocher, Ruth Metzler, Adolf Ogi, Arnold Koller, Viola Amherd und Johann Schneider-Ammann teilnahmen, geriet gemäss den Medien zu einem «Moment der politischen Selbstreflexion». Einerseits würdigte die der FDP zugehörige Bundesrätin Karin Keller-Sutter, wie die Zürcher FDP-Regierungsrätin Carmen Walker Späh, Elisabeth Kopp als Vorreiterin: Es sei das Glück aller später geborenen Frauen, dass sie nicht mehr stellvertretend für alle Frauen den Beweis antreten müssten, «dass wir es auch können». Anderseits blickte die Finanzministerin kritisch auf die damalige Haltung des Bundesrates, als «Institution, die eines ihrer Mitglieder in den vielleicht schwierigsten Momenten ihres Lebens alleingelassen hat». Elisabeth Kopp habe einen zu hohen Preis bezahlt, meinte der Weggefährte Paul Imhof: «So etwas darf es in der Schweiz nie mehr geben.»

## Zitate
«Frauen in Spitzenpositionen müssen so selbstverständlich werden, wie Männer als Kindergärtner.»

«Eine erfolgreiche Integration erfordert die Bereitschaft von beiden Seiten.»

## Dokumentarfilm
- Andres Brütsch (Buch, Regie, Kamera): Elisabeth Kopp – Eine Winterreise, Uraufführung: 42. Solothurner Filmtage, 26. Januar 2007

## Werke von Elisabeth Kopp

### Memoiren
- Briefe. Benteli, 1991, ISBN 3-7165-0830-6
- Rückblicke – Kolloquium zur Zeitgeschichte am Archiv für Zeitgeschichte der ETH Zürich, 2001/2002 (Tonaufzeichnung)
- Tagebuch. Die Weltwoche, Nr. 49/2002
- Die ungarischen Flüchtlinge in meinem Leben. In: George Zabratzky (Hrsg.): Flucht in die Schweiz. Orell Füssli, Zürich 2006, ISBN 3-280-06065-6
- 23. Oktober 1956 – einmalige Welle der Solidarität. In: Schweizer Monatshefte Nr. 945, Februar 2006
- Elisabeth Kopp in Ost-Berlin. Erinnerung an einen abenteuerlichen Ausflug mit Hans W. Kopp (1959). Buchbeitrag in Erwin Bischof: Honeckers Handschlag – Beziehungen Schweiz-DDR 1960–90: Demokratie oder Diktatur. Interforum Verlag, Bern 2010, ISBN 978-3-033-02338-3

### Werkauswahl
- Elisabeth Kopp, Walter Renschler, Max Frenkel: La suisse = Switzerland. Schweizerisches Aktionskomitee «Wahret die Freiheit», Zürich 1962
- Die Frau in der Politik (Referat). August E. Hohler (Hrsg.): 1. Zürich-Symposium «Die Frau bestimmt mit», Zürich 1972
- Frau und Politik. In: Reformatio, Nr. 10/1975[32]
- Die Jugend will nicht verwöhnt, sondern überzeugt werden. In: Arnold Fisch (Hrsg.): Auf den Spuren des Zeitgeschehens. Zürich 1982, S. 41–44
- Projektmanagement für kommunale Bauten. (PDF) In: Schweizer Ingenieur und Architekt, 102 (1984), S. 1037–1039.
- «Erforderlich sind Festigkeit und Menschlichkeit». In: Politische Rundschau, 1986 / Heft Nr. 1 «Für eine humanitäre, liberale Asylpolitik mit Festigkeit», S. 42–43
- Flüchtlingshilfe als Verpflichtung der Schweiz. In: Schweizerische Zentralstelle für Flüchtlingshilfe (Hrsg.): 50 Jahre Helfen. Zürich 1986
- Die Schweiz im weltweiten Flüchtlingsproblem. In: Urs Gfeller (Hrsg.): Zeit der Flüchtlinge, Edition M, 1987
- Medien zwischen Macht und Markt. Orell Füssli Verlag, Zürich 1988
- Das neue Bundesgesetz über das internationale Privatrecht. In: Schweizerisches Jahrbuch für internationales Recht, 44 (1988), S. 105–131
- Boris Vukobrat (Hrsg.), Elisabeth Kopp et al.: Proposals for a new commonwealth of the Republics of ex-Yugoslavia. CopArt Editions, Zug 1993, ISBN 2-940051-40-2
- Die Schweiz – ein Modell für andere Staaten? Verlag SANU, Beograd 1996, ISBN 86-7025-242-2
- Goodwill und Respekt für die Schweiz. Referat an der Generalversammlung der Freisinnigen Frauen des Kantons Zürich über Schweizer Neutralität und UNO-Beitritt, FDP-Pressedienst, 28. Juni 2001
- Zwei Schritte vor, einen zurück – Für die Schweizer Frauenbewegung ist das Jahr 2006 gleich ein vierfaches Jubiläumsjahr. (PDF) In: NZZ am Sonntag, 30. Juli 2006 (Archiv, PDF). (Buchrezension)
- Dossierkenntnis macht auf Dauer keine Bundesrätin. In: NZZ am Sonntag, 6. April 2008, Essay
- Frauenmehrheit, ja und? In: NZZ am Sonntag, 18. Juli 2010 (Archiv).

## Ehrungen und Auszeichnung
- 1984: Elisabeth-Kopp-Eiche vom Schweizerischen Verband der Berufs- und Geschäftsfrauen
- 1985: Ehrenbürgerin von Unterbäch, dem «Rütli der Schweizer Frau»
- 2006: Offizierskreuz des Verdienstordens der Republik Ungarn

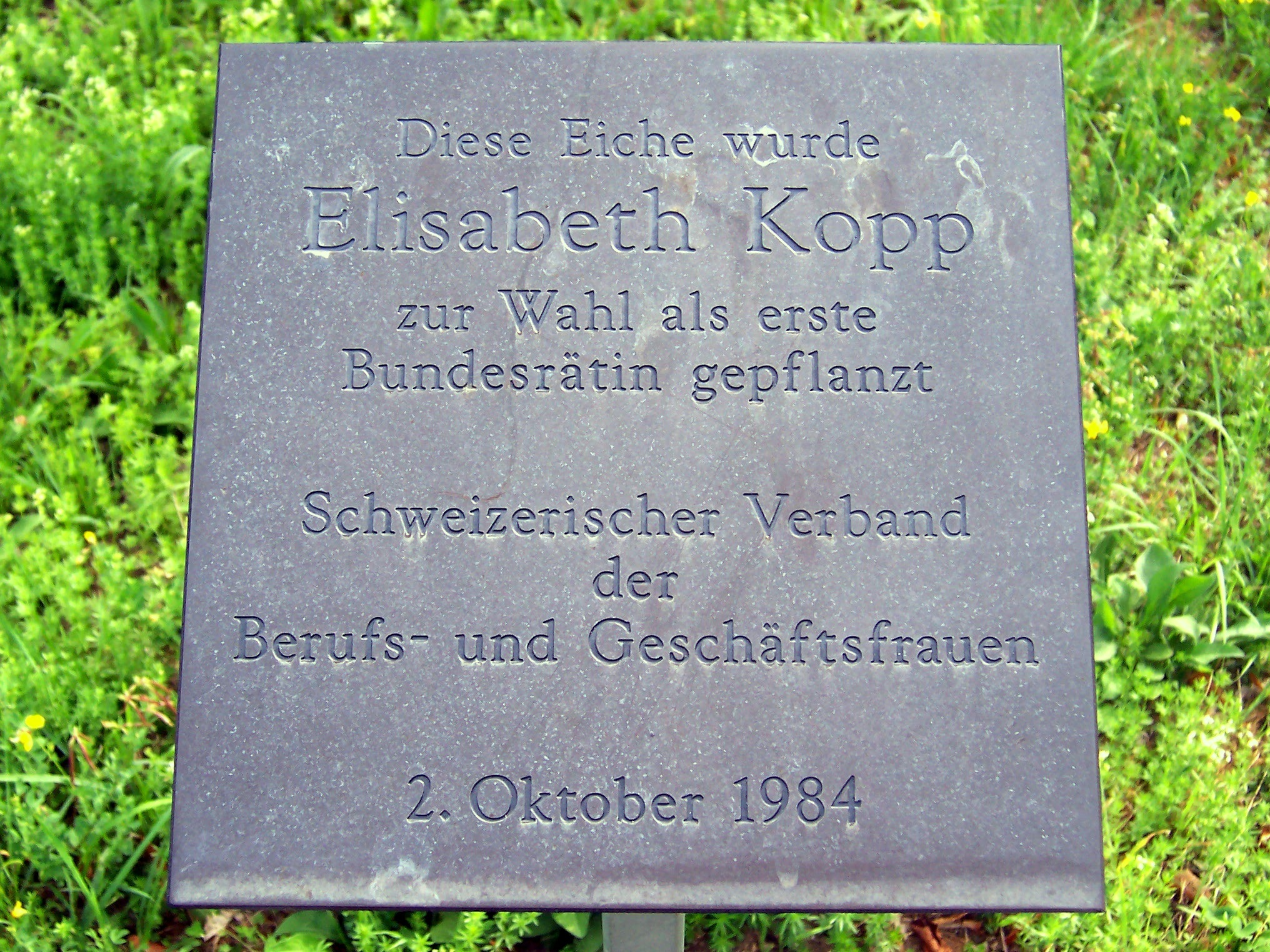
Elisabeth-Kopp-Eiche zur Wahl als erste Bundesrätin, Schweizerischer Verband der Berufs- und Geschäftsfrauen, 2. Oktober 1984
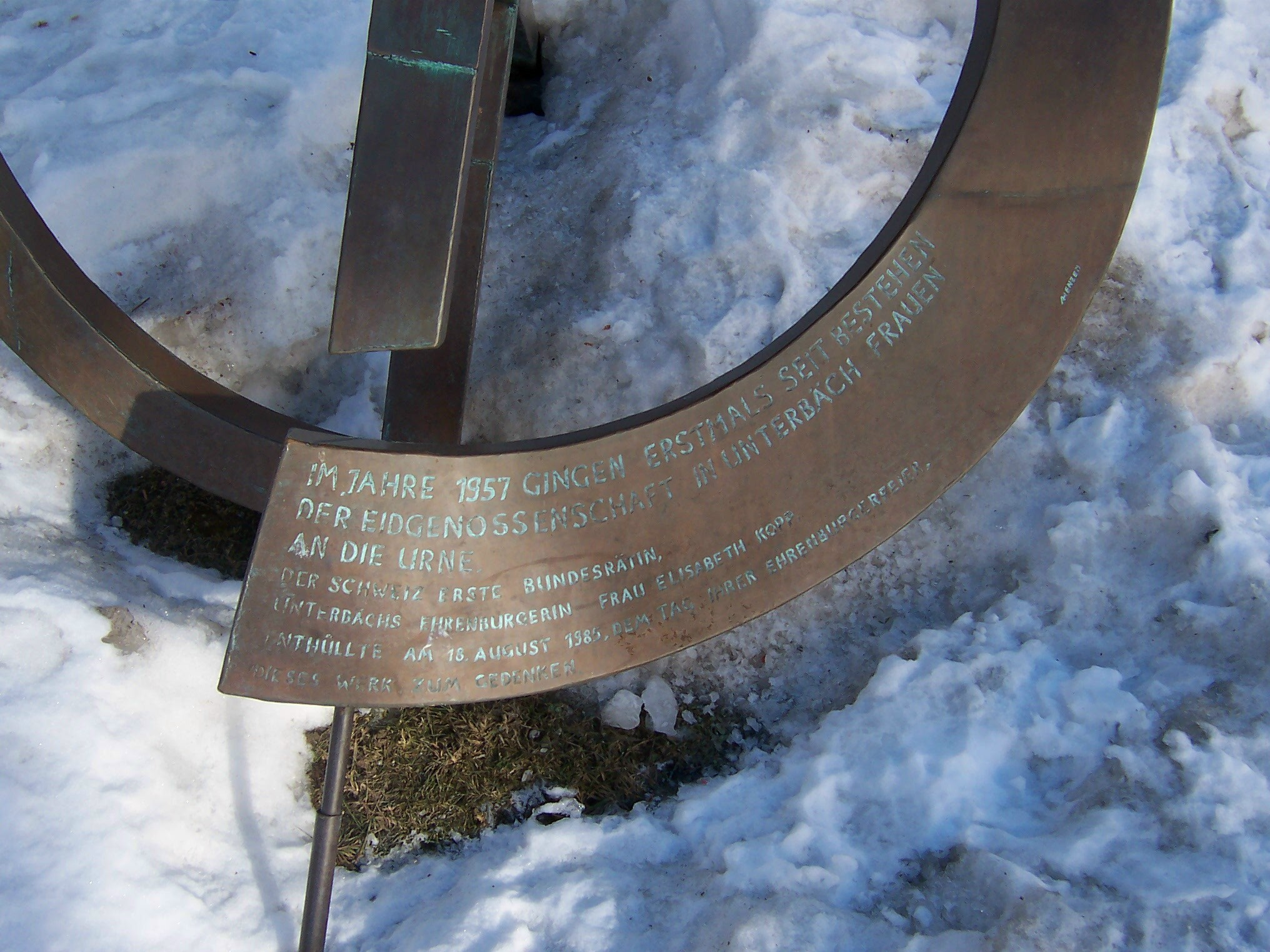
Denkmal-Aufschrift: «Im Jahre 1957 gingen erstmals seit Bestehen der Eidgenossenschaft in Unterbäch Frauen an die Urne – Der Schweiz erste Bundesrätin, Unterbächs Ehrenbürgerin Frau Elisabeth Kopp, enthüllte am 18. August 1985, dem Tag ihrer Ehrenburgerfeier, dieses Werk zum Gedenken». Bronzeskulptur von Andreas Henzen
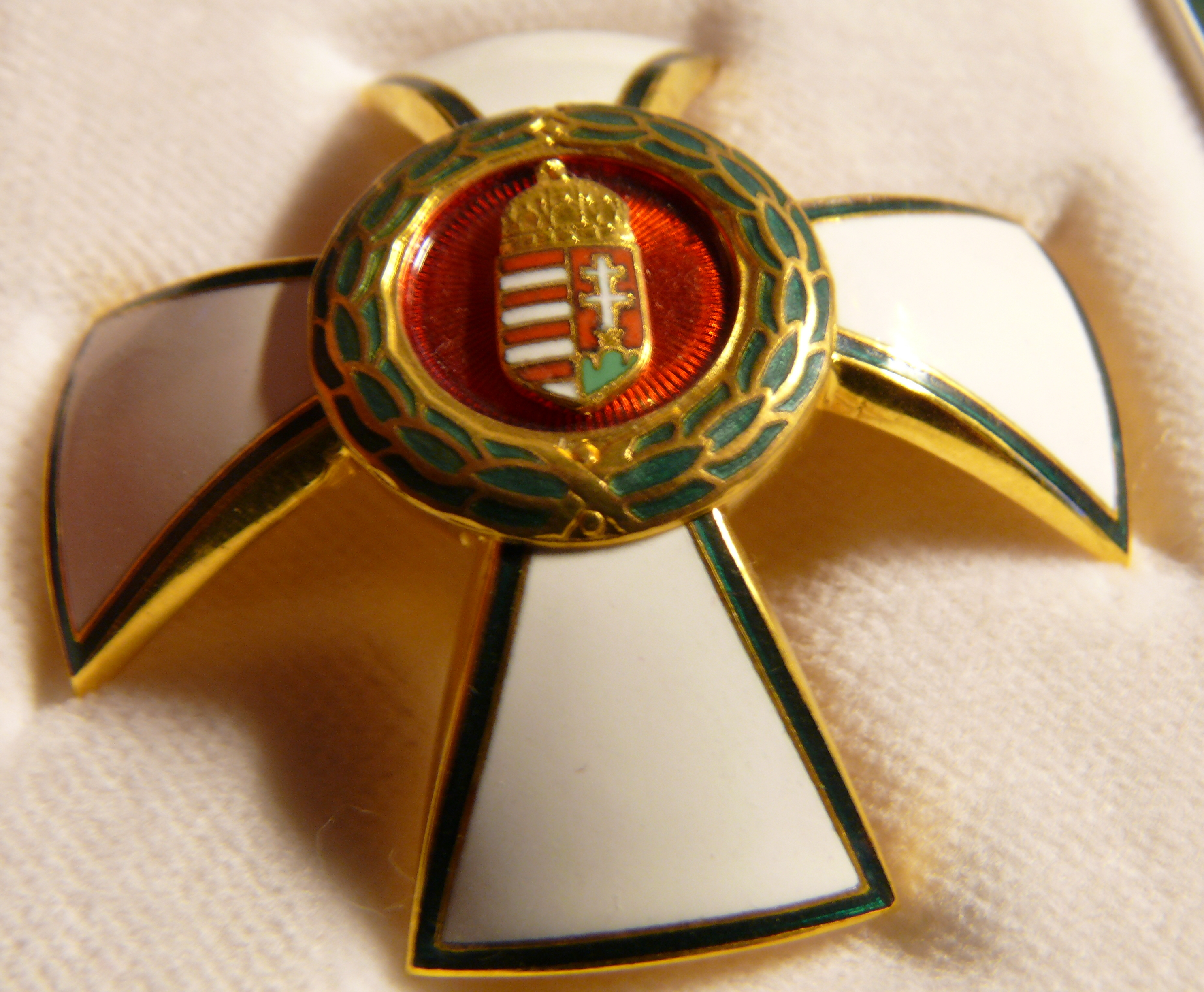
Offizierskreuz des Verdienstordens der Republik Ungarn